# Ann Bancroft
Ann Bancroft (29 de septiembre de 1955) es una escritora, exploradora y docente estadounidense. Fue la primera mujer en culminar con éxito un número de arduas expediciones al Ártico y a la Antártida. Fue nombrada miembro honorario del National Women's Hall of Fame en 1995.

## Biografía
Ann Bancroft se crio en Saint Paul, Minnesota. En 1986 participó en una expedición internacional al Polo Norte. Llegó al polo con cinco compañeros más luego de 56 días. Esto la convirtió en la primera mujer en llegar al Polo Norte a pie. También fue la primera mujer en esquiar en Groenlandia.
En 1993 Bancroft lideró una expedición de cuatro mujeres al Polo Sur en esquíes, primera expedición en la historia de ese tipo. En 2001, Ann y la exploradora noruega Liv Arnesen se convirtieron en las primeras mujeres en esquiar en la Antártida.
Actualmente es propietaria de una compañía de exploración llamada Bancroft Arnesen Explore, junto a la mencionada Liv Arnesen. En marzo de 2007, Bancroft y Arnesen tomarían parte en una expedición por el océano ártico con el fin de corroborar el daño ecológico presente en el sitio. Sin embargo, de acuerdo a The Washington Post, la expedición tuvo que cancelarse luego de que Arnesen sufriera congelamiento en tres dedos, además del daño de las baterías en algunos de sus equipos electrónicos debido a las inclementes bajas temperaturas.
Bancroft ha recibido además una gran cantidad de premios y reconocimientos. Es bisexual y en 2006 hizo campaña públicamente contra una enmienda propuesta a la Constitución de Minnesota para prohibir cualquier reconocimiento legal de matrimonios o uniones civiles entre miembros del mismo sexo.